# Karl-Johan Svensson
Karl-Johan Svensson (ur. 12 marca 1887 w Solnie, zm. 20 stycznia 1964 w Sztokholmie) – szwedzki sportowiec, olimpijczyk.
Na Igrzyskach wystąpił w ich letniej edycji z 1908 w Londynie, gdzie zdobył złoty medal w drużynowych zawodach gimnastycznych. Na Igrzyskach Olimpijskich 1912 również zdobył złoto, w drużynowych ćwiczeniach szwedzkich.